# Proiecții (Star Trek: Voyager)
„Proiecții” (titlu original: „Projections”) este al 3-lea episod din al doilea sezon al serialului TV american SF Star Trek: Voyager. A avut premiera la 11 septembrie 1995 pe canalul UPN.

## Prezentare
Doctorul începe să delireze după un accident, el ajunge să creadă că este o persoană adevărată și că timpul său petrecut pe USS Voyager este doar un program de holopunte. 

## Rezumat
Programul holografic medical de urgență (EMH) de pe Voyager, „Doctorul” (Robert Picardo), este activat din cauza unei alerte roșii. În ciuda afirmației computerului (Majel Barrett) că nimeni nu este la bord, B'Elanna Torres (Roxann Dawson) apare curând în infirmerie. Ea îl informează pe Doctor că nava a fost atacată de Kazoni și că toți, cu excepția ei și a căpitanului Janeway (Kate Mulgrew), au abandonat nava. După tratarea rănilor sale, Torres transferă programul Doctorului pe puntea de comandă folosind emițătoare holografice nou instalate acolo. Doctorul o tratează pe Janeway și îl ajută apoi pe Neelix (Ethan Phillips) să învingă un Kazon rătăcit în sala de mese, dar apoi observă că sângerează și simte durere, niciuna dintre acestea nefiind adăugate în programul său. În infirmerie, punând întrebări computerului, Doctorului i se spune că nu există programe holografice care să se potrivească cu ale sale și că el este de fapt Lewis Zimmerman (Picardo), pe care Doctorul îl recunoaște ca programator al său.
În timp ce computerul insistă asupra faptului că echipajul de pe Voyager este doar o colecție de programe holografice, apare o nouă hologramă în infirmerie care pretinde că este Reginald Barclay (Dwight Schultz), asistentul doctorului Zimmerman la Centrul de Holoprogramare al Stației Jupiter. Barclay explică faptul că Doctorul este într-adevăr Lewis Zimmerman și că Voyager este de fapt o simulare în care a fost prins și că a fost otrăvit cu radiații. Pentru a încheia programul și a-l salva pe Zimmerman, Barclay sugerează distrugerea navei înainte ca acesta să sufere leziuni ireparabile ale creierului. Pentru a-l convinge pe Doctor că este Zimmerman într-o simulare, Barclay repornește programul Voyager, iar Doctorul se trezește retrăind evenimentele din „Protectorul” atunci când a fost activat pentru prima dată ca hologramă.
Convins de pretențiile lui Barclay, Doctorul se pregătește să distrugă nava, dar Chakotay (Robert Beltran) apare cu o poveste alternativă: Doctorul este într-adevăr programul holografic medical de urgență (EMH) de pe Voyager, dar programul său este blocat în holo-punte care nu mai funcționează corect. Echipajul încearcă să-i transfere programul la infirmerie și trebuie doar să aștepte; dacă va distruge nava așa cum sugerează Barclay, aceasta va încheia prematur programul său și Doctorul va fi pierdut. Chiar dacă Barclay o aduce pe Kes (Jennifer Lien) ca soție a lui Zimmerman, Doctorul optează în cele din urmă să creadă în existența sa holografică. Simularea se încheie și Doctorul se găsește pe punte; Povestea lui Chakotay a fost adevărată, iar Doctorul a fost transferat în siguranță la infirmerie.

## Actori ocazionali
- Dwight Schultz - Reginald Barclay
- Majel Barrett - Computer Voice[2]